# Тарнавский, Илья Евстафьевич
Илья Евстахиевич Тарнавский (укр. Ілля Євстахійович Тарнавський; 4 августа 1918, с. Колпец — 21 июля 1994, Львов, Украина) — советский партийный и государственный деятель, председатель Дрогобычского облисполкома (1957—1959).

## Биография
Сын крестьянина-бедняка. После окончания 7 классов неполной школы работал на Дрогобычском керамическом заводе. В 1940—1941 гг. — рабочий Дрогобычского нефтеперерабатывающего завода.
С июня 1941 г. — в эвакуации в г. Грозный (Чечено-Ингушской АССР), где работал на предприятиях нефтяной промышленности.
В 1944—1946 гг. — служил в рядах РККА.
В 1946—1948 гг. — заведующий отделом Дрогобычского областного комитета ЛКСМУ, в 1948 г. — на партийной работе. В 1948—1949 гг. — инструктор отдела пропаганды и агитации Дрогобычского городского комитета КП(б) Украины, заведующий отделом пропаганды и агитации Дрогобычского районного комитета КП(б) Украины.
- 1949—1950 гг. работал секретарём Дрогобычского районного комитета КП(б) Украины,
- 1950—1951 гг. — первый секретарь Дрогобычского районного комитета КП(б) Украины,
- февраль-октябрь 1951 г. — секретарь Дрогобычского областного комитета КП(б) Украины.

В 1955 г. окончил Высшую партийную школу при ЦК КП Украины.
- 1955—1957 гг. — первый секретарь Самборского районного комитета КПУ Дрогобычской области,
- 1957—1959 гг. — председатель исполнительного комитета Дрогобычского областного Совета депутатов трудящихся.

После упразднения Дрогобычской области работал секретарём Львовского областного комитета КП Украины:
- 1963—1964 гг. — секретарь Львовского промышленного областного комитета КПУ — председатель промышленного областного комитета партийно-государственного контроля,
- 1964—1966 гг. — секретарь Львовского областного комитета КПУ — председатель областного комитета партийно-государственного контроля.

С 1966 по 1976 г. — председатель Львовского областного комитета народного контроля.
Депутат Верховного Совета УССР 4-го и 5-го созывов.

## Награды и звания
- орден Ленина (26.02.1958)
- медали

## Источник
- Справочник по истории Коммунистической партии и Советского Союза 1898—1991